# John Lafayette Camp
John Lafayette Camp (20 de Fevereiro de 1828 - San Antonio, 1891) foi um advogado norte-americano e plantador do Texas que serviu no Senado do estado do Texas e como juiz do tribunal distrital.

## Primeiros anos
John nasceu perto de Birmingham, no Condado de Jefferson, Alabama, filho de John e Elizabeth Camp. Após se formar pela Universidade do Tennessee, em 1848, mudou-se para Gilmer, Condado de Upshur, Texas. Ele começou uma plantação e foi admitido à barra. Em 1851, se casou com Mary Ann Ward, a filha de um médico local. O casal tem cinco filhos, incluindo John Lafayette, Jr.

## A guerra civil
Camp entrou na Guerra Civil Americana ao se juntar ao Exército dos Estados Confederados. Juntou-se à 14.ª Cavalaria do Texase foi eleito capitão de sua companhia. Até o final da guerra, ele era coronel da 10° Cavalaria de Texas, e anexado ao Exército do Tennessee. Ele estava em ações em Cumberland Gap, Murfreesboro, e Chickamauga. John foi ferido e capturado duas vezes.

## Legado
O Condado de Camp, Texas, foi nomeado em sua homenagem.